# The Getaway: Black Monday
The Getaway: Black Monday és un videojoc d'acció i aventura, creat per l'empresa britànica ubicada a Londres, Sony Computer Entertainment Europe (SCEE) subsidiària de Team SOHO, i es va publicar el 2004 per la Playstation 2. L'argument té lloc a Londres i pren l'estil de les pel·lícules britàniques de gàngsters com Get Carter: assassí implacable, El llarg Divendres Sant i Lock, Stock and Two Smoking Barrels. És la continuació de The Getaway. Un tercer joc, descrit com un spin-off de la sèrie i titulat Gangs of London, va ser llançat el 2006.

## Jugabilitat
El joc inclou uns 140 vehicles jugables, incloent-hi amb llicència de Rover, Brabus, PSA Peugeot Citroën i Renault.

## Trama
El joc comença amb una seqüència de flashback: el sergent Ben "Mitch" Mitchell (Bob Cryer) persegueix un lladre adolescent armat. El lladre adolescent deixa de córrer, en lloc d'apuntar la seva arma en Mitch. En Mitch li ordena que deixi anar l'arma, però l'adolescent decideix intentar girar-se i escapar. Mitch dispara la seva arma, cosa que fa que sembli que dispari a l'adolescent a l'esquena. Un any després, Mitch està en el seu primer dia de tornada a l'equip. L'equip es dirigeix cap a una urbanització de l'est de Londres, on creuen que els Collins Crew emmagatzema droga en un pis.
L'equip irromp al pis, però el troba buit (amb només dos membres de Collins), però PC Harvey (Seth Jee) i un altre oficial de SO19 troben una porta que condueix al pis del costat i troben tones de droga. Aviat els persegueixen al complex d'apartaments i PC Harvey es lesiona la cama. Mitch persegueix sol els sospitosos restants, que prenen com a ostatge una dona gran al terrat. De tornada a l'estació, en Mitch es burla de l'incident del tiroteig de l'adolescent i gairebé perd els nervis. L'inspector Munroe (Karl Jenkinson) els informa d'un tiroteig en un club de boxa a Shorditch. Després d'arribar al lloc dels fets, Mitch persegueix Jimmer Collins (Glenn Doherty), que aconsegueix escapar.
Munroe sospita que una banda letona és la responsable i assigna Mitch i Stoppard (Mark Beardsmore) a unir-se a una unitat de SO19, que s'estan preparant per atacar un desballestament a Lambeth per detenir el sospitós, Levi Stratov (Paul Kaye). Stratov és rescatat immediatament i porta Mitch a Jackie Philips (Kerry Ann Smith). Ella els informa d'un acord a l'Estació de metro de Holborn a la Plataforma 4. Mitchell intenta arrestar el comerciant, però intenta escapar, tot i que després és arrestat. Jackie fa una trucada telefònica, dient que coneix el líder, mentre el telèfon s'apaga. Quan arriben, un home dispara a Munroe i el deixa a l'apartament de Jackie, que explota, matant-lo. Jackie va deixar una nota dient "Skobel", mentre la policia sap que el comerç d'armes està baixant. Mitch supera el comerciant i extreu la informació, que porta l'equip a un magatzem.
El joc passa a la història d'Eddie O'Connor (Dave Legeno). Nick i Jimmer Collins havien planejat originalment robar codis de targetes de crèdit i imprimir les seves pròpies targetes. Quan Danny West (Denis Gilmore) té un deute de jocs d'atzar amb Collins, obliga a West a aconseguir que la gent robin els codis de la targeta de crèdit del Grup Skobel i roben la icona (un petit artefacte religiós, que al final es revela que és un cas). on s'amaguen diamants), perquè ningú s'adoni que els codis de la targeta van ser robats. Eddie, juntament amb altres, assalten el banc del Grup Skobel per recuperar l'Icona, però tothom és assassinat, excepte Eddie, que és torturat; Sam Thompson (Jane Peachey), que s'escapa per una ventilació; i John the Cleaner (Tanner Akif), que creua i surt corrent amb la Icona. Eddie i Sam escapen; troben en John mort en un bar, però l'Eddie aconsegueix recuperar la icona.
Tornen al club de boxa i veuen entrar en Mitch. Sam entra i veu morts en Danny i un nen jove, probablement el fill d'Errol (Mike Harvey), així com Liam Spencer del primer joc. Sam va deixar un ordinador portàtil al banc i vol tornar. Si l'Eddie diu "sí", es dispara, però si "no", l'Eddie la deixa i ella s'introdueix. Sam recupera l'ordinador portàtil. Si l'Eddie l'acompanya, no és atrapada, però si no ho fa, és atrapada. L'Eddie localitza a Collins, que esmenta que Viktor Skobel (Robert Jezek), el CEO del Grup Skobel, va matar West. Yuri (Ronnie Yakubouski) dispara tres cops a Collins amb la mà dreta abans d'acabar-lo amb un xut al cap. L'Eddie segueix a Yuri per conduir a Skobel. És emboscat per Nadya Prushnatova (Yana Yanezic), que té Jackie. El sergent Mitch ataca el magatzem (aquí és on va acabar la seva història) i l'Eddie mata a Yuri.
Aleshores, o salva Jackie Philips o la deixa caure a la seva mort. De qualsevol manera, l'Eddie s'escapa i persegueix en Viktor fins a casa seva, on mata la Nadya i, si el jugador ho vol, la Zara (Jo Lawden). Si Sam no ha estat capturat, es cola al cotxe de l'Alexei (John Albasiny). L'Eddie persegueix en Viktor fins al seu iot i mata Alexei. Hi ha quatre finals diferents segons les accions del jugador al llarg del joc. L'escena final mostra l'exterior de l'estació de bombeig. La policia està pendent, i Sam i Mitch resten allà vius.

## Rebuda
Black Monday va rebre un premi de vendes "Platinum" de l'Entertainment and Leisure Software Publishers Association (ELSPA). Segons Mike Rouse, un antic desenvolupador de Sony que va treballar a Black Monday, el joc va vendre poc més de 2 milions de còpies.
The Getaway: Black Monday va rebre una rebuda "mixta" quan es va estrenar. Al Japó, Famitsu li va donar una puntuació de dos vuits i dos sets per a un total de 30 sobre 40.
Maxim va donar al joc una puntuació de quatre estrelles sobre cinc i va dir: "Per molt divertit que és jugar aquest joc, els millors moments arriben quan t'asseus i observes. Les escenes de tall de captura de moviment interpretades, escrites i dirigides meravellosament juguen com les de Snatch de Guy Ritchie hauria d'haver fet, una prova més de la fina bretxa entre els valors de la producció de videojocs i pel·lícules". D'altra banda, Detroit Free Press li va donar una puntuació de dues estrelles sobre quatre i va afirmar que "les figures del baix fons són acolorides i el llenguatge [els personatges] que utilitzen té vida pròpia. Però el disseny del joc és una bogeria". The Sydney Morning Herald també li va donar una puntuació similar de dues estrelles i mitja sobre cinc i va dir: "La intel·ligència artificial d'altres personatges sovint és tènue. Els enemics solen ignorar la teva presència propera, mentre que els companys ofereixen poca assistència genuïna".

## Continuació
Un tercer joc, descrit com un spin-off de la sèrie i titulat Gangs of London, va ser llançat a PlayStation Portable (PSP) l'1 de setembre de 2006.